# Porto Moniz (okres)
Porto Moniz je okres v severozápadní části portugalského ostrova Madeira. Okres zahrnuje 4 farnosti: Achadas da Cruz (159 obyvatel), Porto Moniz (1 668 obyvatel), Ribeira da Janela (228 obyvatel) a Seixal (656 obyvatel). Celý okres měl podle sčítání z roku 2011 celkem 2 711 obyvatel a jejich počet od 60. let 20. st. neustále klesá. Okres byl zřízen roku 1835.

## Geografie
Celý okres je převážně hornatý s kopci do nadmořské výšky 1 000 m n. m. Obyvatele živí hlavně zemědělství (pěstování vinné révy, horská pastva) a rybolov. Hranici tvoří na severu Atlantik, na jihu okresy Calheta a Ponta do Sol a na východě sousedí s okresem São Vicente.

## Galerie

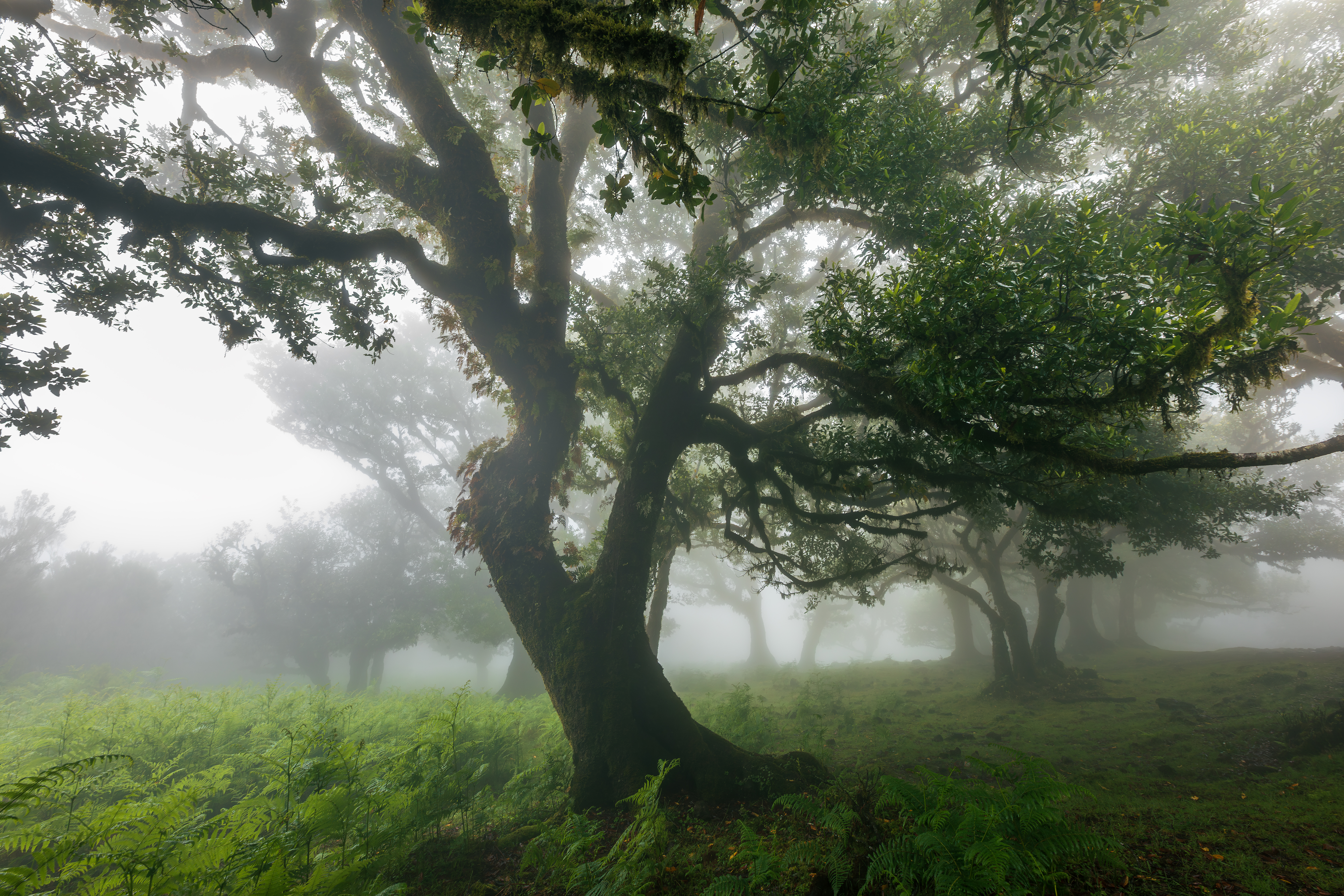
Vavřínový les na Madeiře nacházející se v okrese Porto Moniz byl v roce 1999 zapsán na Seznam světového dědictví UNESCO
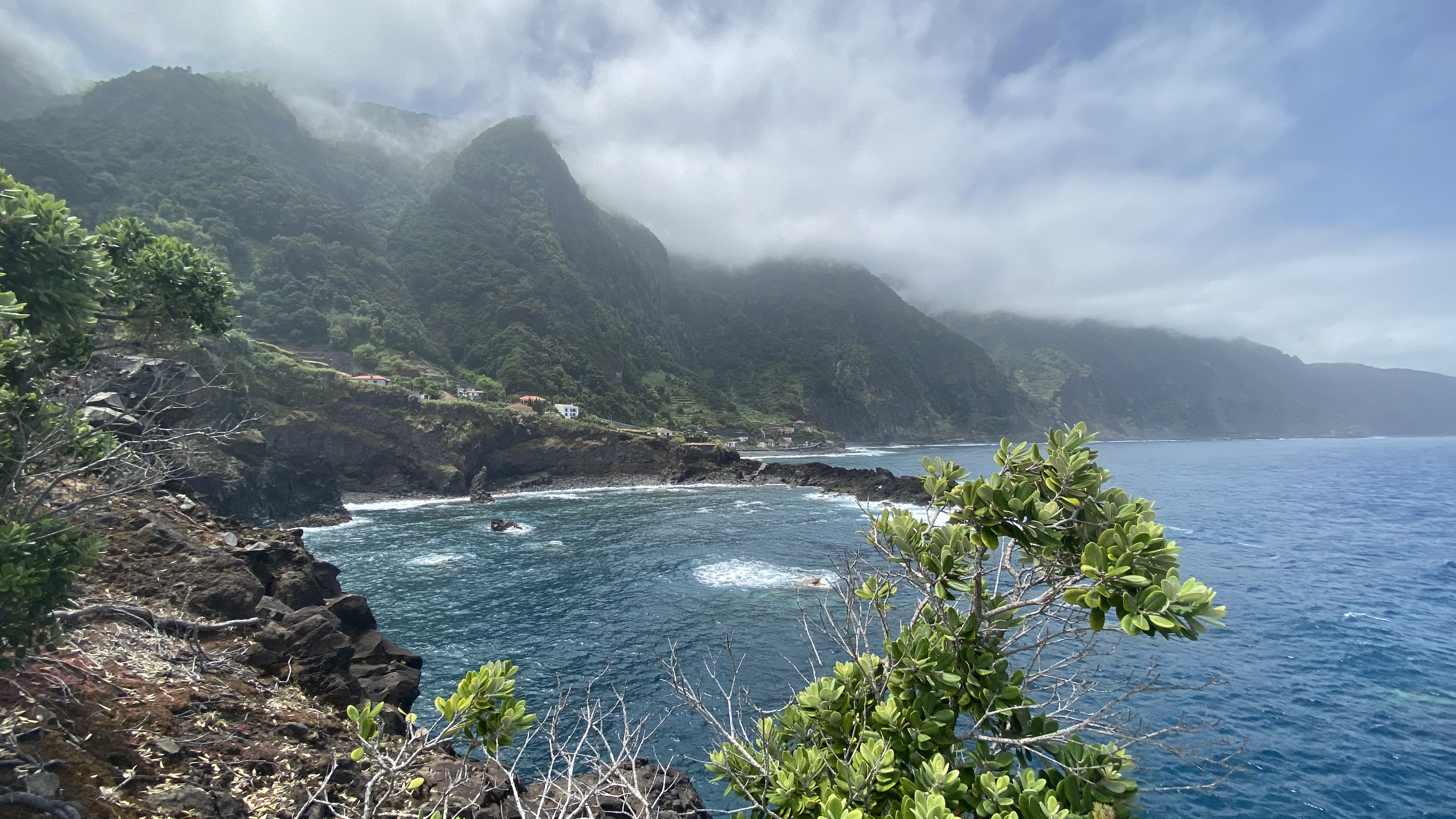
Pohled na oceán a Atlantik u Seixalu
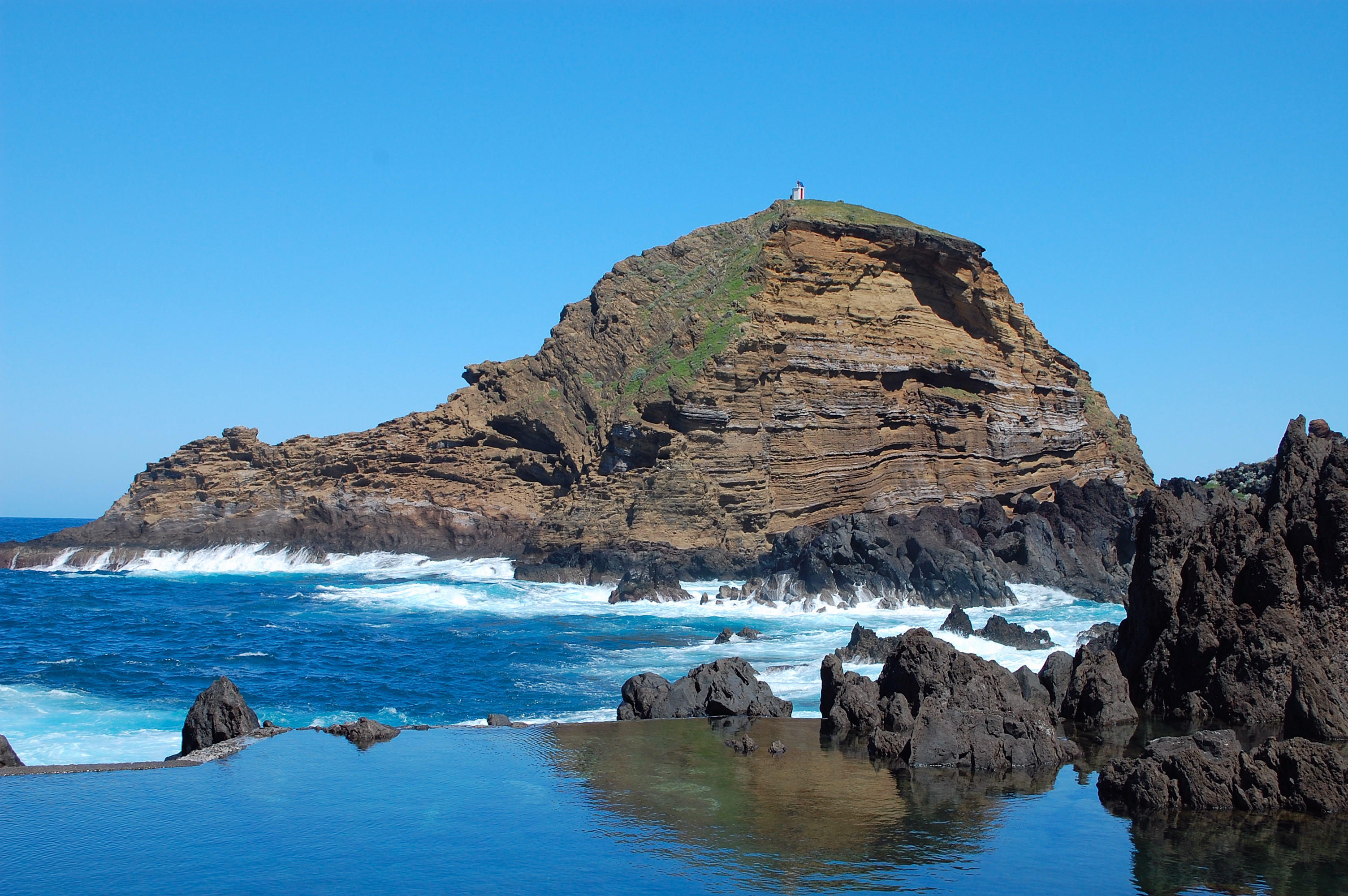
Ostrov Ilhéu Mole, který se nachází u Porto Moniz
Mapa okresu Porto Moniz